# Melanichneumon vultus
Melanichneumon vultus là một loài tò vò trong họ Ichneumonidae.